# Cinco de Mayo
A Cinco de Mayo (a spanyol kifejezés jelentése: május 5.) eredetileg az 1862-es pueblai csata évfordulója alkalmából tartott ünnep, de mára jelentése átalakult, és egyfajta „mexikóiság-ünneppé” és a mexikói kultúra ünnepévé kezd válni mind az Amerikai Egyesült Államokban, mind világszerte egyre több helyen. Mexikóban azonban nem tartozik a nemzeti ünnepek közé, és általában nem is ünneplik annyira, mint külföldön.

## Történelmi háttér
Az 1821-ben függetlenné vált Mexikó történelmének első néhány évtizede során több országos jelentőségű fegyveres konfliktus zajlott az országban: a mexikói–amerikai háború és az 1850-es évek végén lezajlott Reformháború során Mexikó gazdaságilag összeomlott, aminek következtében a külföld felé fennálló adósságait sem tudta visszafizetni. III. Napóleon francia császár ezt ürügyként felhasználva 1861 végén több ezer katonával partra szállt az országban, ezzel pedig megkezdődött Mexikó francia megszállása.
1862. május 5-én került sor a Puebla melletti csatára, ahol a létszámában is kisebb, de hősiesen védekező, Ignacio Zaragoza tábornok vezette mexikói sereg visszaverte az idegen megszállók támadását, amivel óriási lelkesedést adott a következő hónapokra a honvédő háborúhoz. Igaz, hogy a franciák később elfoglalták Pueblát éppúgy, mint Mexikóvárost és a fontos kikötőt, Veracruzt is, de részben a májusi pueblai győzelem által okozott morálnövekedésnek köszönhetően végül a mexikóiak kiűzték a francia seregeket országukból.
Történészek szerint azonban azért is nagy volt a jelentősége a pueblai csatának, mert ha itt nem állították volna meg egy időre III. Napóleont, aki így gyorsan el tudta volna foglalni az országot, akkor valószínűleg a déliek oldalán beavatkozott volna az éppen ekkor zajló amerikai polgárháborúba is, aminek így akár az eredményét is megfordíthatta volna.

## Az ünnep régen és ma
Az ünnep elterjedése leginkább a Mexikóból az USA irányába történő bevándorlásnak köszönhető: a 19. század végén a kaliforniai mexikóiak kezdték egyre szélesebb körben megünnepelni, hogy nemzeti büszkeségüket kifejezzék, átéljék összetartozásukat, valamint felhívják az amerikaiak figyelmét arra, hogy többek között a pueblai eseményeknek köszönhető, hogy az Amerikai Egyesült Államok ma olyan formában létezik, amilyenben. Az 1940-es években a csikánók mozgalma a déli és nyugati tagállamokból kiindulva az egész USA-ban elterjesztette az addigra már teljes skálájú kulturális ünneppé vált Cinco de Mayót, azóta egyre több helyen mexikói táncokkal és ételekkel-italokkal, valamint tűzijátékokkal, piñatákkal díszített utcabálokkal és mariachi zenével ünneplik az eseményt.
1989-ben a többek között a Corona sört importáló Gabrinus Group azzal vett részt a Cinco de Mayo népszerűsítésében, hogy kampányt indított azért, hogy ezen a napon a Mexikóból származó amerikaiak vásároljanak mexikói söröket. Mára (nem csak emiatt) az USA-ban május 5-e azok közé a napok közé tartozik, amikor a lakosság a legtöbb alkoholt fogyasztja, ezért a napot gúnyosan „Drinko de Mayónak” is nevezik (az angol „drink”=„iszik” szó alapján).
Angol nyelvterületen mára helyenként a majonéz is nélkülözhetetlen „kellékévé” vált a rendezvényeknek (főként a közösségi oldalakon terjed), ugyanis a Cinco de Mayo nevéhez igen hasonló angol „sink of the mayo” kifejezés jelentése „a majonéz elsüllyedése”.
Mindeközben Mexikóban, ahol nincs különösebb szükség a saját kultúrát egy adott napon megünnepelni, a Cinco de Mayo nem tartozik a nemzeti ünnepek közé, igaz, vannak iskolák, ahol ezen a napon tanítási szünetet tartanak. Puebla városában minden évben tartanak megemlékezést a csata évfordulóján, ám nem „amerikai stílusban”, hanem katonai felvonulással.

## Képek

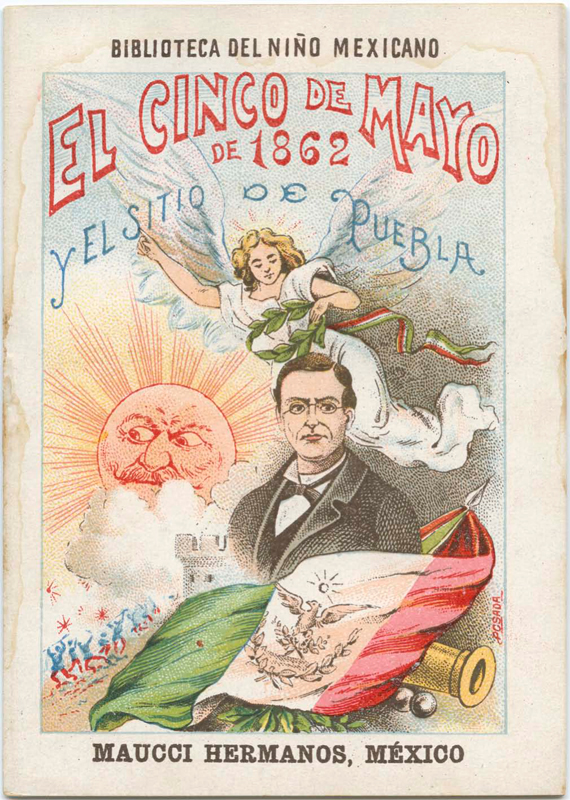
1901-ből származó plakát a pueblai csata emlékére
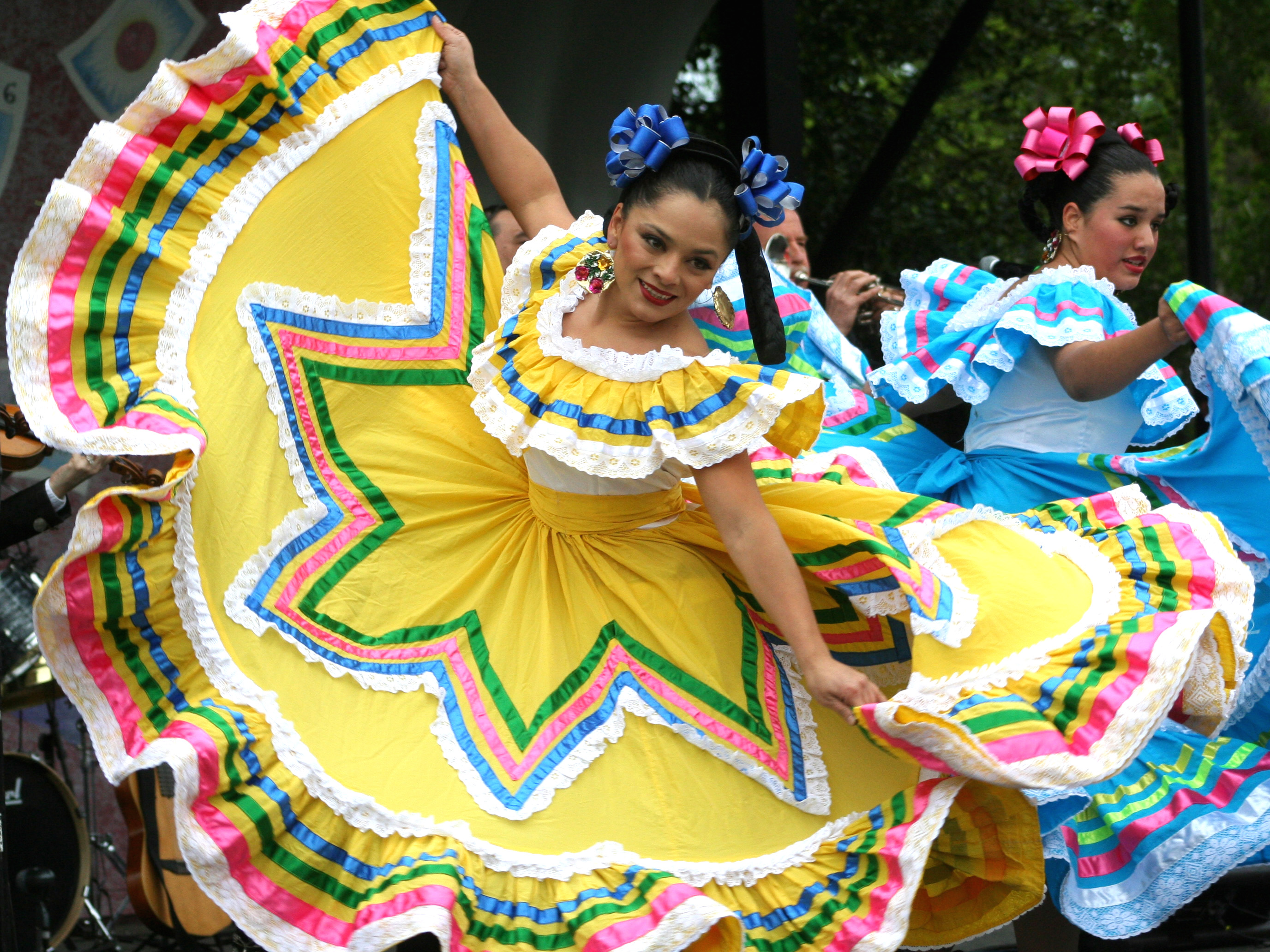
Táncosok mexikói viseletben Washingtonban
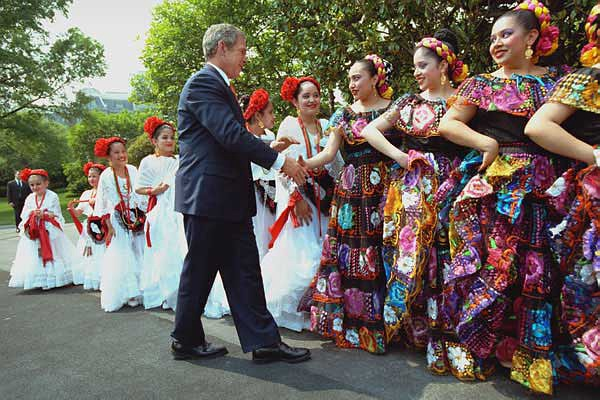
George W. Bush amerikai elnök üdvözli a táncosokat május 5-én
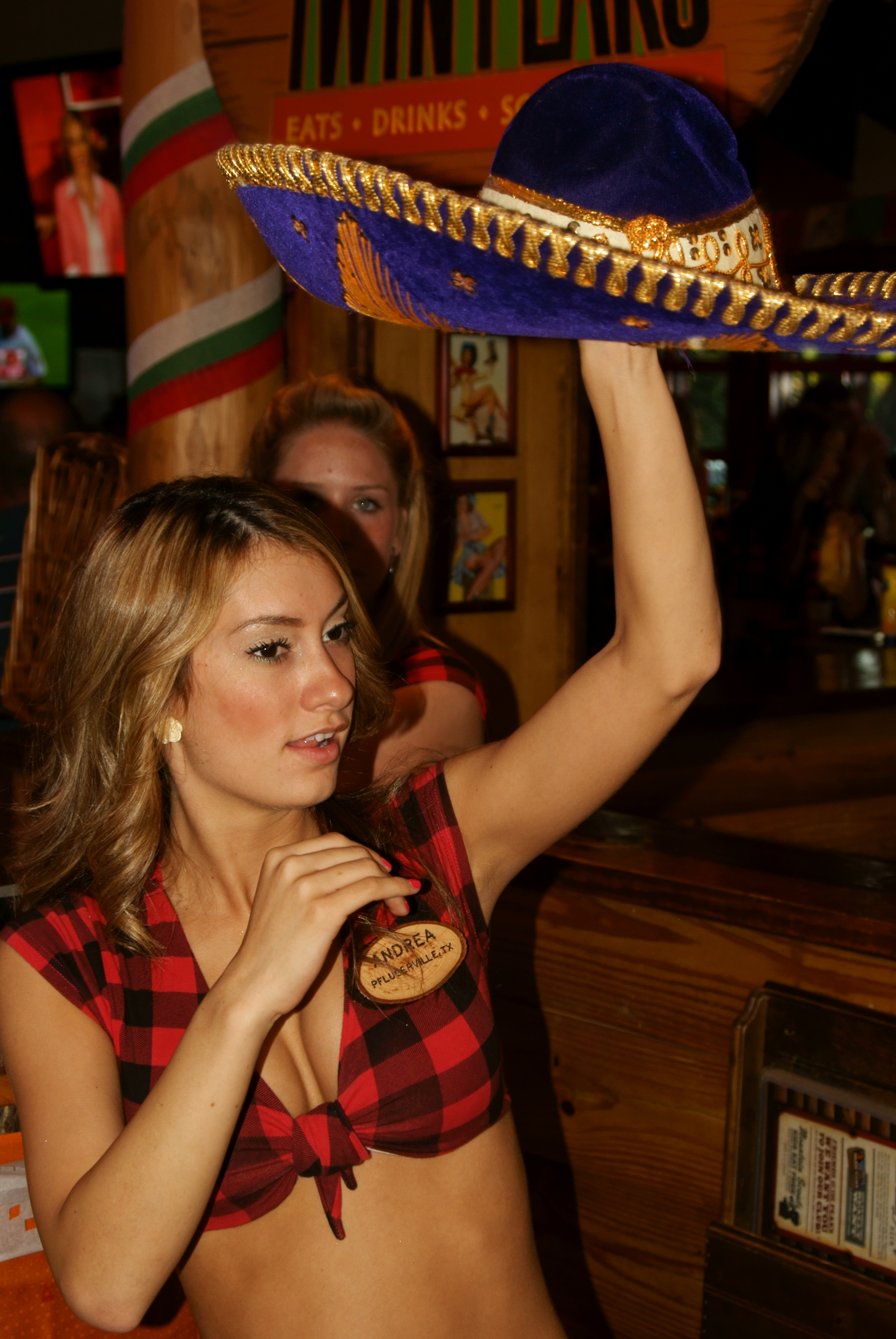
Cinco de Mayo alkalmából tartott mexikói buli
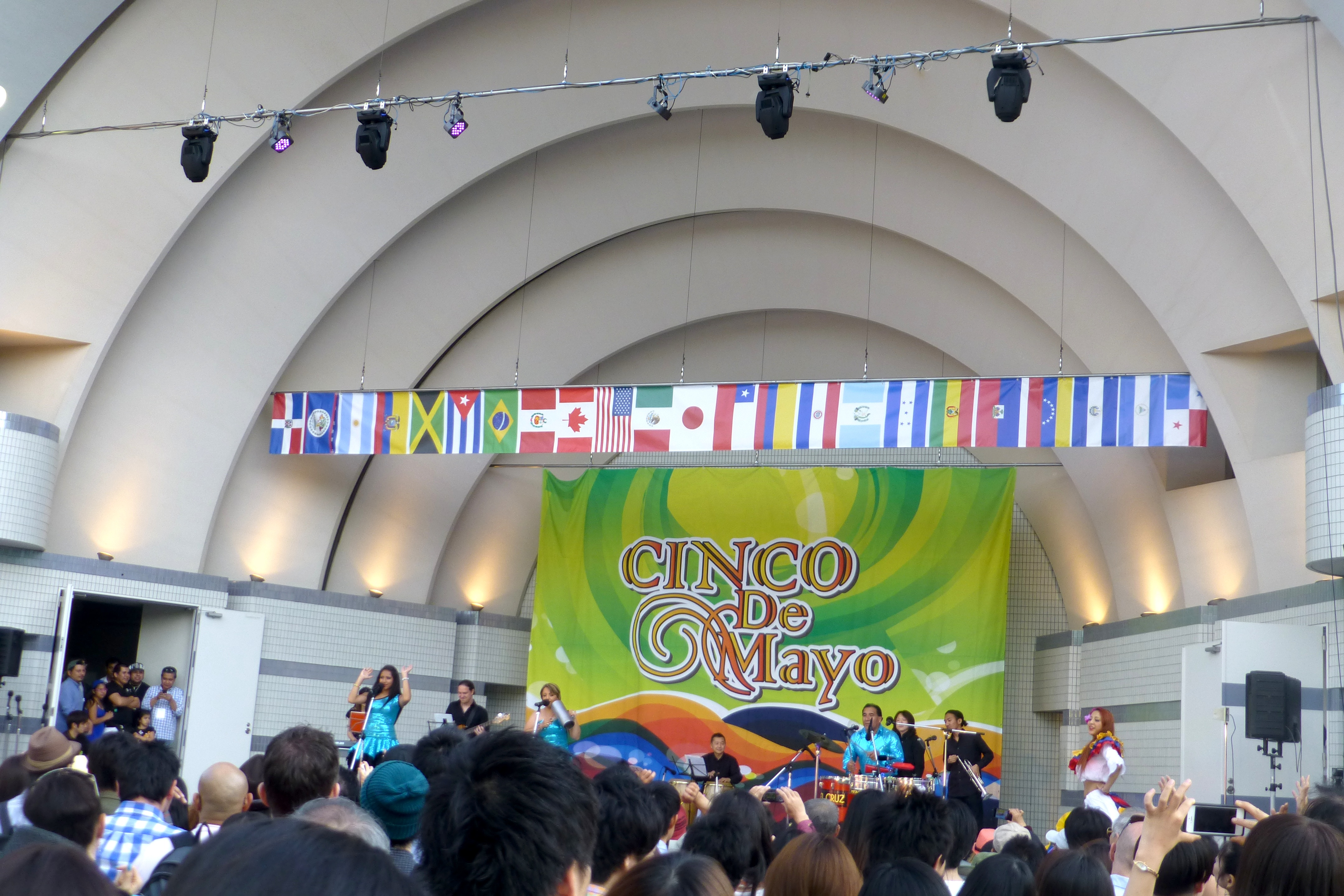
Cinco de Mayo Tokióban